# بلومبرغ
بلومبرغ (بالألمانية: Blumberg) هي بلدة، مدينة وبلدة ألمانية تقع في ألمانيا في فرايبورغ ‏. يقدر عدد سكانها بـ 10,376 نسمة .

## المدن التوأمة
مدن Valdoie وKunszentmiklós هي مدن توأمة لـبلومبرغ.